# Kostel svatého Víta (Kojetice)
Kostel svatého Víta v Kojeticích je římskokatolický kostel z poloviny 13. století. Nachází se na návsi v Moravcově ulici ve středočeské obci Kojetice u Neratovic v okrese Mělník. Kostel spadá pod duchovní správu neratovické farnosti, podřipského vikariátu, pražské arcidiecéze.

## Historie

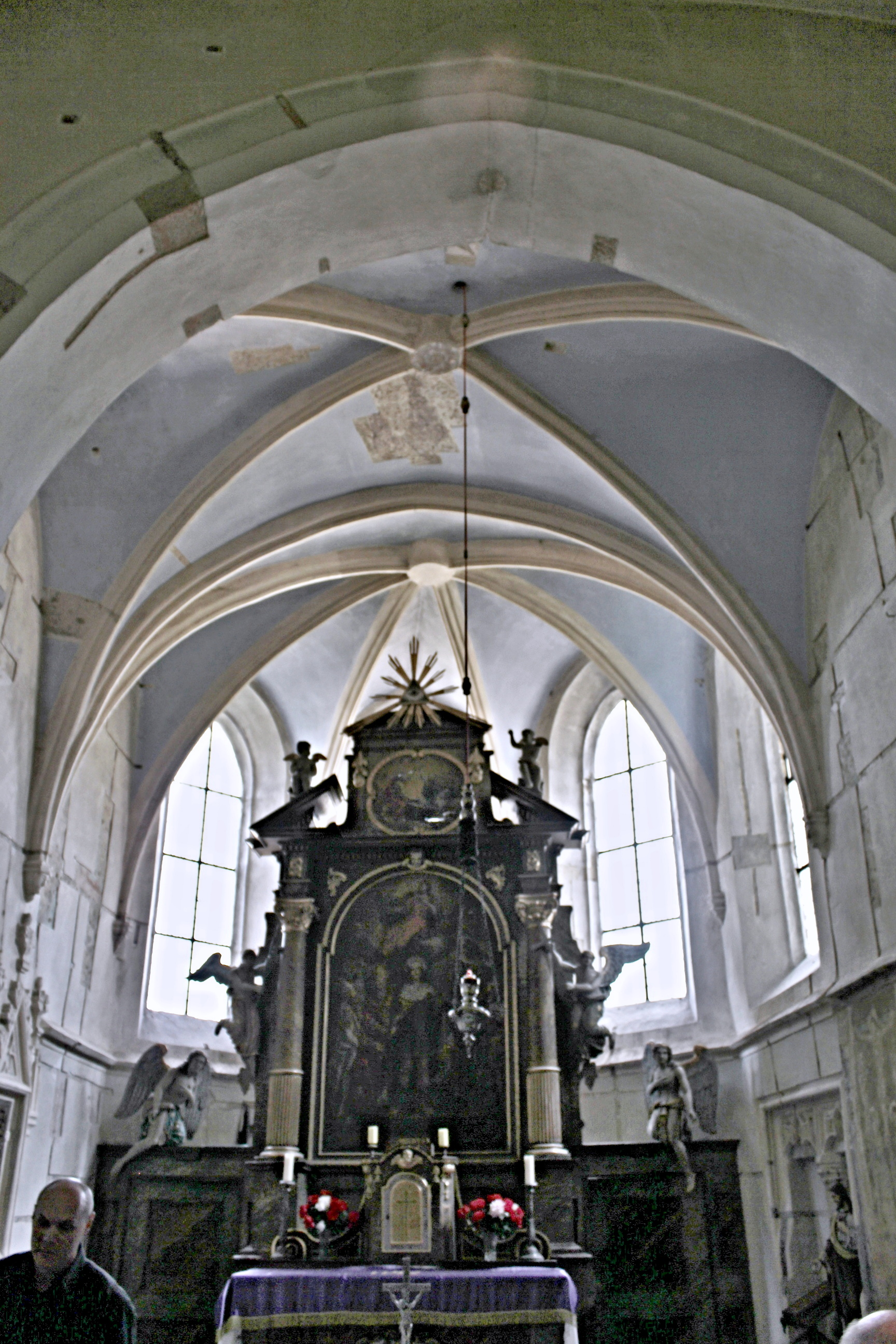
Interiér kostela s oltářem

Kojetický kostel svatého Víta pochází již z roku 1260, ačkoli první písemná zmínka o kojetickém kostele je až z roku 1271. Ve zprávě se píše, že děkan svatovítské kapituly Vít nechal v Kojeticích vystavět kamenný kostel s věží, který byl dokončen roku 1260.
Věž byla ve 14. století ještě zvýšena a přibyl gotický presbytář.
Po roce 1666 prošel objekt přestavbou v barokním stylu a přibyla nová sakristie. Hlavní oltář z roku 1667 je zdoben hodnotnými obrazy od pražského malíře Antonína Stevense.
Při opravách v roce 1878 byly na stěnách kostela zjištěny zbytky středověkých maleb, ale odhaleny byly až roku 1970 a částečně zrestaurovány až roku 1988, kdy byly na objektu zahájeny restaurační práce, které po přestávce pokračovaly v roce 1999.